# Högspänningen
Högspänningen är en åkattraktion i nöjesparken Liseberg i Göteborg. Attraktionen är placerad i området Kaninlandet och invigdes samtidigt som området när Liseberg öppnade för sommarsäsongen den 27 april 2013.

## Beskrivning
Attraktionen är tillverkad av tyska Metallbau Emmeln. Attraktionen består av ett torn med ett hjul på varje sida. Hjulen är 3,45 meter i diameter och på varje hjul hänger tre gondoler med plats för 4-6 passagerare. Totalt har attraktionen alltså sex gondoler. Gondolerna roterar runt den axel där de hänger från hjulet, som i sin tur roterar så att gondolerna roterar likt i ett pariserhjul. Hjulen åker dessutom uppåt och neråt på sidorna av tornet, och även tornet roterar. Således påverkas passagerarna av fyra olika rörelser. Se videoklippet nere till höger för att se hur attraktionen rör sig.
Attraktionen finns med olika utseende i olika nöjesparker, bland annat kan tornet vara designat som en giraffhals, raket eller en trädstam. På Liseberg har tornet smyckats med trattar och rör för att smälta in med det steampunkinspirerade uppfinnartemat i Kaninlandet. Gondolerna har smyckats med modeller av elektroniska resistorer för att knyta an till namnet Högspänningen.

## Bilder

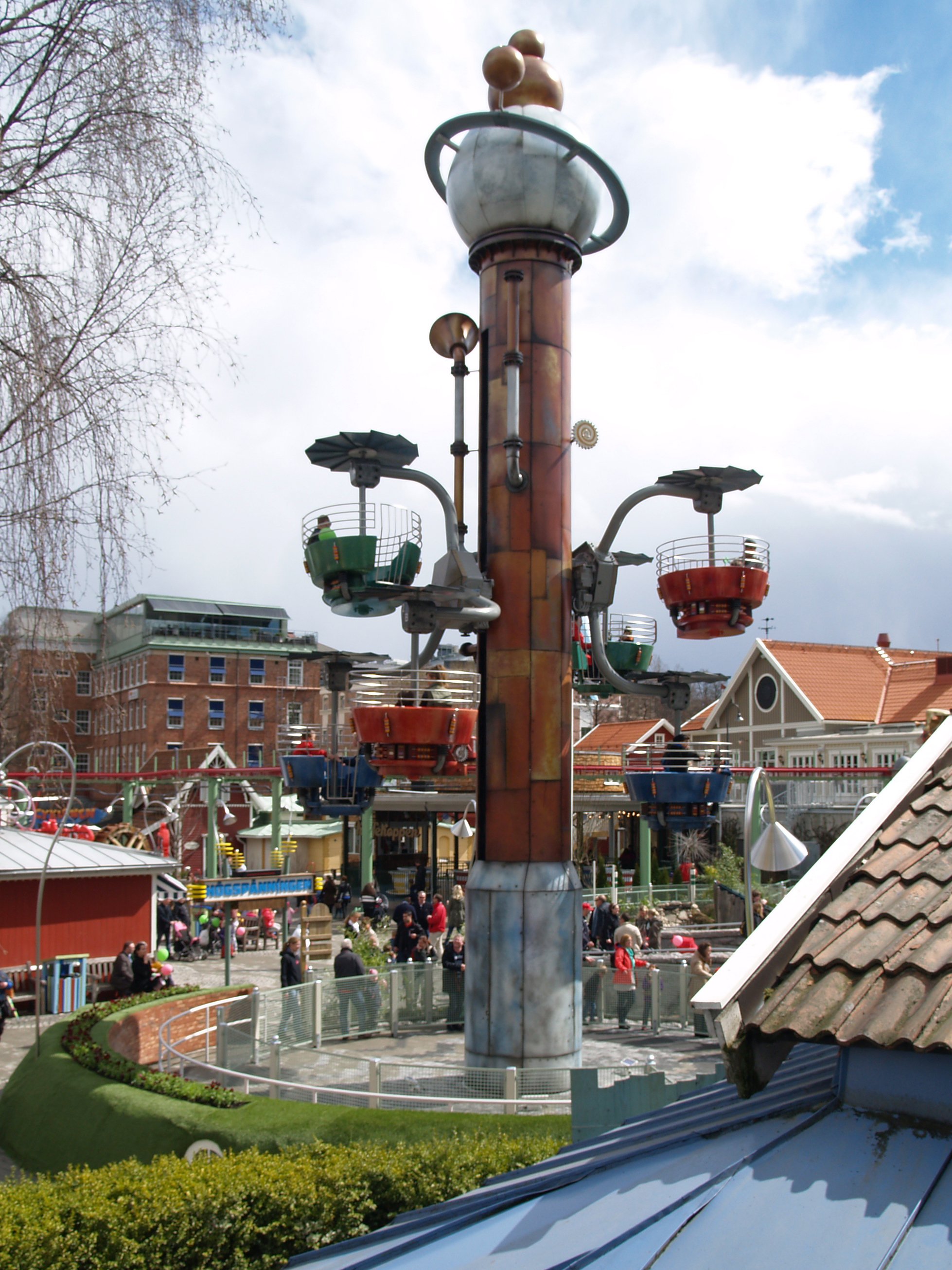
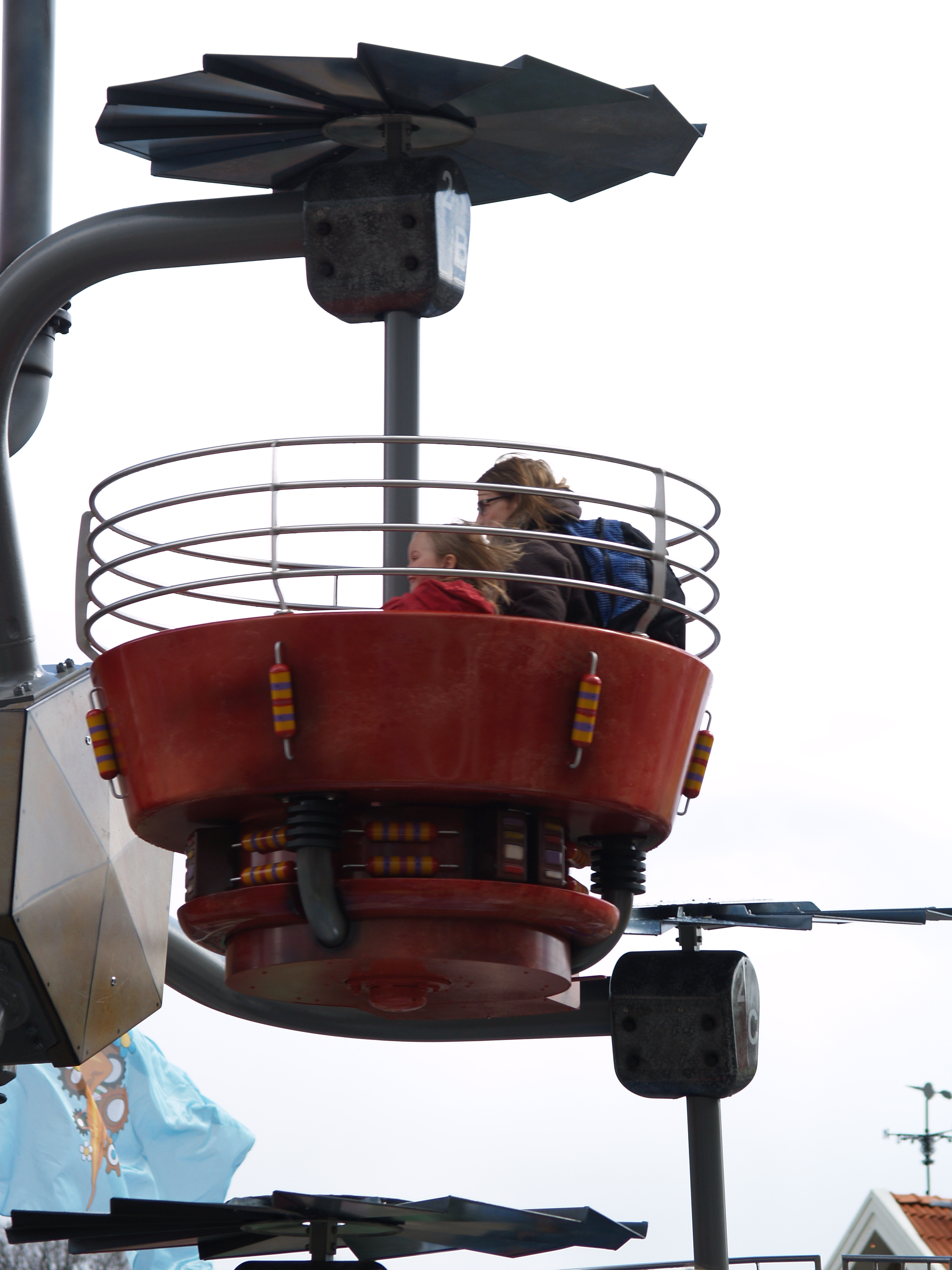
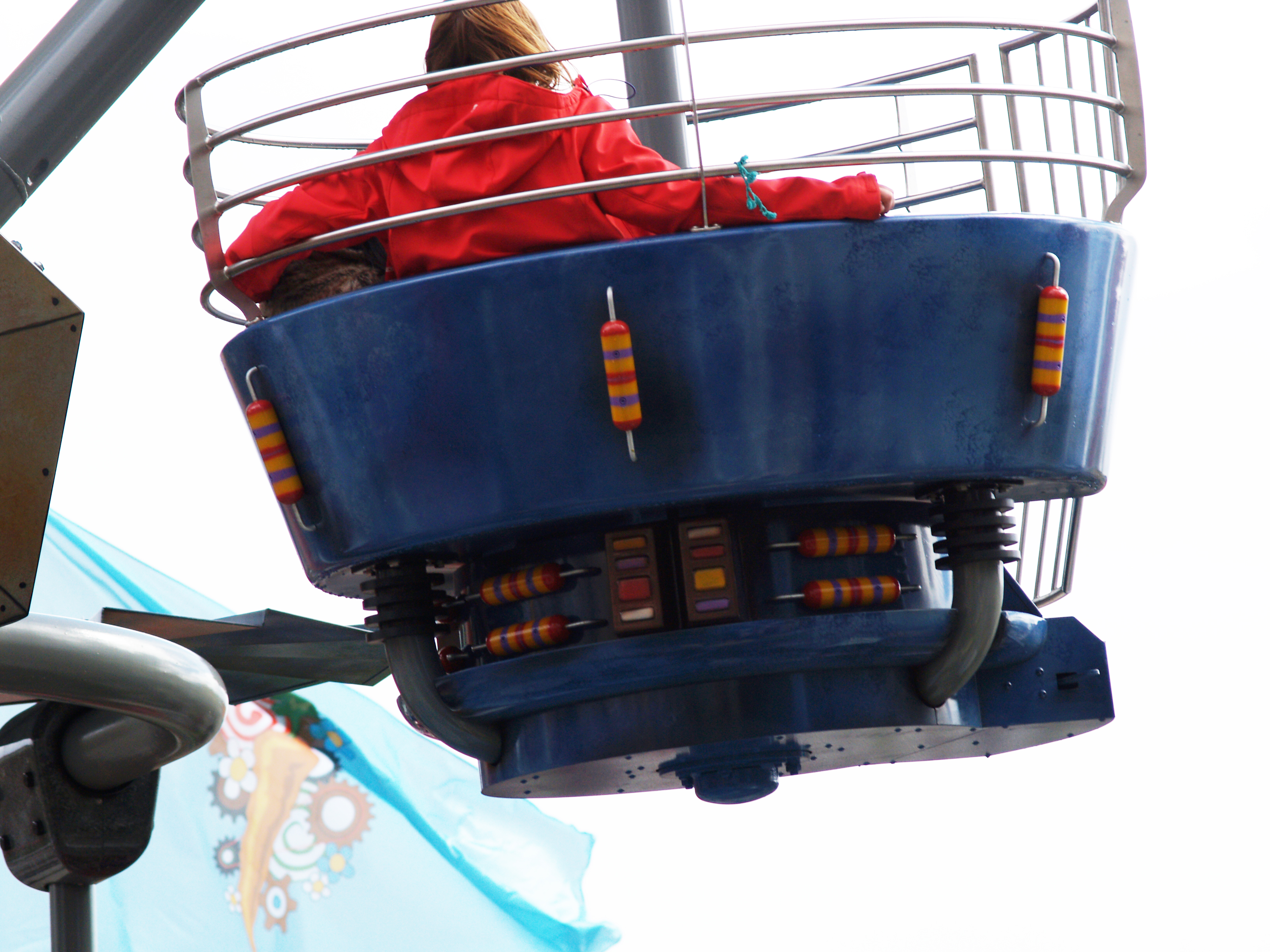
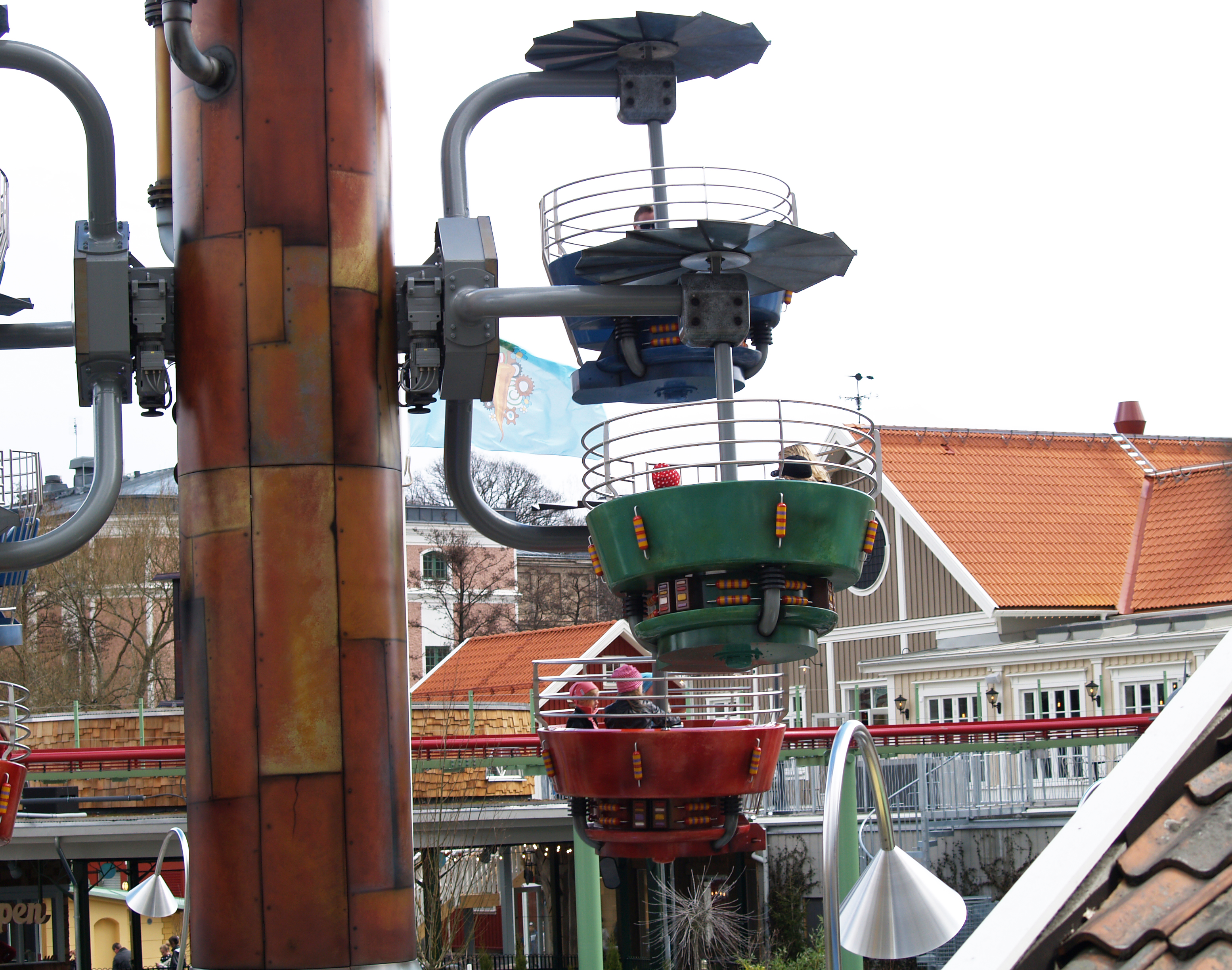